# Patrick McGeer
Patrick Lucey „Pat“ McGeer OC OBC (* 29. Juni 1927 in Vancouver; † 29. August 2022 ebenda) war ein kanadischer Basketballspieler, Arzt, Gesundheitswissenschaftler und Politiker.

## Leben
Patrick McGeer wurde 1927 als Sohn des Richters James McGeer und dessen Ehefrau Ada in Vancouver geboren. Als Kind führte er zu Hause bereits mit seinem älteren Bruder chemische Experimente durch und studierte später Chemie an der University of British Columbia. Während seines Studiums war er für das Universitätsteam die Thunderbirds im Basketball aktiv. Als bester Scorer seines Teams wurde er für den Kader der kanadischen Basketballnationalmannschaft bei den Olympischen Sommerspielen 1948 in London nominiert. Das Team belegte den neunten Platz und McGeer erhielt ein Angebot der Philadelphia Warriors, welches er jedoch ablehnte und 1951 an der Princeton University promovierte. Anschließend war er bei DuPont de Nemours in Wilmington im US-Bundesstaat Delaware beschäftigt. Dort lernte er Dr. Edith Graef kennen, die er im April 1954 heiratete und mit ihr nach Vancouver zog. Patrick McGeer nahm dort an der University of British Columbia ein Medizinstudium auf und forschte später zu der Alzheimer und Parkinson-Krankheit.
Patrick McGeer war der Neffe des ehemaligen Bürgermeisters von Vancouver Gerry McGeer. Patrick McGeer gehörte von 1962 bis zu seiner Pensionierung 1975 der Legislativversammlung von British Columbia an. Bis 1975 war er Mitglied der Liberalen Partei Kanadas, ehe er fortan der British Columbia Social Credit Party angehörte. Zwischen Oktober 1968 und dem 22. Mai 1972 war er Vorsitzender der Liberalen Partei Kanadas.
1995 wurden er und seine Frau Edith als Officer des Order of Canada ausgezeichnet. 2002 wurden sie zu Fellows der Royal Society of Canada ernannt und 2005 mit dem Order of British Columbia ausgezeichnet.
Im August 2012 gründeten McGeer und seine Frau Edith Aurin Biotech Inc.